# Vrely Communal Cemetery Extension
Vrely Communal Cemetery Extension is een Britse militaire begraafplaats met gesneuvelden uit de Eerste Wereldoorlog, gelegen in het Franse dorp Vrély (Somme). De begraafplaats werd ontworpen door Wilfred Von Berg en ligt aan de Rue de Caix op 430 m ten noordwesten van het dorpscentrum (Église Saint-Pierre). Ze sluit aan bij de noordwestelijke muur van de gemeentelijke begraafplaats en heeft een nagenoeg rechthoekig grondplan met een oppervlakte van 185 m². Vanaf de weg leidt een graspad van 35 m naar het toegangshek van de begraafplaats dat wordt omsloten door een bakstenen muur. Het Cross of Sacrifice staat direct na de ingang. 
De begraafplaats wordt onderhouden door de Commonwealth War Graves Commission.
Er liggen 43 doden begraven waaronder 4 niet geïdentificeerde.

## Geschiedenis
Vrély werd op 9 augustus 1918 door de 2nd Canadian Division ingenomen. De begraafplaats werd na de verovering van het dorp in opdracht van de Canadian Corps Burial Officer naast de gemeentelijke begraafplaats aangelegd.
Onder de geïdentificeerde doden zijn er 35 Canadezen en 4 Britten.

### Onderscheiden militairen
- sergeant W. Tapp, soldaat C. McPherson en sergeant René Desmarais, allen dienend bij de Canadian Infantry werden onderscheiden met de Military Medal (MM). Laatstgenoemde ontving deze onderscheiding tweemaal (MM and Bar).